# Andrew Little
Andrew Little (Enniskillen, 12 de maio de 1989) é um futebolista norte-irlandês que atua como atacante. Atualmente, defende o Rangers.

## Carreira
Tendo chegado ao Rangers quando tinha dezessete anos, fez sua estreia apenas três anos depois, em 25 de abril, durante a temporada 2008/09. Little substituiu Kris Boyd na vitória por 3 x 0 sobre o Saint Mirren em partida válida pelas semifinais da Copa da Escócia. Acabou sendo sua única partida nessa temporada, tendo uma maior quantidade de jogos na seguinte, quando participou de dez partidas, tendo inclusive marcado seu primeiro gol como profissional, na partida contra o Heart of Midlothian, nos acréscimos do segundo tempo, garantindo o empate em 1 x 1.
Sua terceira temporada na equipe principal acabou terminando com apenas duas partidas, devido a uma lesão no quadril que o tirou de boa parte da temporada. No início da seguinte, foi emprestado ao Port Vale, da quarta divisão inglesa, disputando seis partidas durante o período. Embora tivesse contrato de empréstimo até o início do ano seguinte, acabou retornando antes devido a uma nova lesão, desta vez nos ligamentos do joelho. Em seu retorno, conseguiu atuar ainda em onze partidas no final da temporada, marcando cinco vezes durante o período, inclusive um na vitória por 3 x 2 sobre o eterno rival Celtic.
Com a falência do Rangers, teve a oportunidade de deixar o clube, mas resolveu permanecer e renovar seu contrato por mais duas temporadas, com a opção por mais uma. Isso aconteceu após o treinador Ally McCoist lhe assegurar maiores oportunidades durante o período, assim como o treinador da seleção norte-irlandesa, Michael O'Neill, também assegurar que não seria um problema para suas convocações Little estar disputando a quarta divisão escocesa.